# محلة خلف
محلة خلف إحدى قرى مركز سمنود التابع لمحافظة الغربية بجمهورية مصر العربية.

## التاريخ
قرية محلة خلف من القرى القديمة، حيث وردت باسم «محلة خلف» في أعمال السمنودية ضمن قرى الروك الصلاحي التي أحصاها ابن مماتي في كتاب قوانين الدواوين، كما وردت باسم «محلة خلف» في أعمال الغربية ضمن قرى الروك الناصري التي أحصاها ابن الجيعان في كتاب «التحفة السنية بأسماء البلاد المصرية». كانت القرية تتبع لمركز المحلة الكبرى فلما أنشئ مركز سمنود سنة 1935 ألحقت به.

## السكان
بلغ عدد سكان محلة خلف 7327 نسمة حسب تقدير عام 2018.
| السنة  | 1882 | 1897 | 1907 | 1927 | 1947 | 1960 | 1976 | 1986 | 1996 | 2006  | 2018 |
| ------ | ---- | ---- | ---- | ---- | ---- | ---- | ---- | ---- | ---- | ----- | ---- |
| القرية | 256  | 382  | 672  | 756  | 1098 | 1676 | 2444 | 2192 | 4577 | 5,367 | 7327 |